# Codifica unaria
La codifica unaria è un codificazione entropica per la rappresentazione dei numeri naturali. È possibile esprimere un numero intero positivo {\displaystyle n} rappresentandolo come una sequenza di 1 terminati da uno 0 (o viceversa). Il codice così ottenuto è un codice prefisso.
| Numero naturale | Codifica unaria | Codifica unaria alternativa |
| --------------- | --------------- | --------------------------- |
| 1               | 10              | 01                          |
| 2               | 110             | 001                         |
| 3               | 1110            | 0001                        |
| 4               | 11110           | 00001                       |
| 5               | 111110          | 000001                      |
| 6               | 1111110         | 0000001                     |
| 7               | 11111110        | 00000001                    |
| 8               | 111111110       | 000000001                   |
| 9               | 1111111110      | 0000000001                  |
| 10              | 11111111110     | 00000000001                 |